# Lisa (okręg Braszów)
Lisa – wieś w Rumunii, w okręgu Braszów, w gminie Lisa. W 2011 roku liczyła 576 mieszkańców.